# Hylaeamys megacephalus
Hylaeamys megacephalus és una espècie de mamífer rosegador de la família dels cricètids. Viu al Brasil, la Guaiana Francesa, Guyana, el Paraguai, el Surinam, Trinitat i Tobago i Veneçuela. Els seus hàbitats naturals són els boscos primaris, secundaris i degradats. És una espècie en risc mínim, és a dir, no sembla que hi hagi cap amenaça significativa per a la seva supervivència. El seu nom específic, megacephalus, significa ‘cap gros' en llatí.